# La hija de todas las rabias
La hija de todas las rabias és una pel·lícula dramàtica de 2022 escrita, dirigida i coproduïda per Laura Baumeister de Montis en el seu debut com a directora. La cinta està protagoniztada per Ara Alejandra Medal. És una coproducció entre Nicaragua, Mèxic, Països Baixos, Alemanya, França i Noruega.

## Argument
María, d'11 anys, viu amb la seva mare Lilibeth a la vora d'un enorme abocador. El seu futur depèn de vendre una ventrada de cadells de pura raça a un membre d'una colla local. Quan el tracte fracassa, Lilibeth es veu obligada a anar-se als afores de la ciutat i deixar a María en una fàbrica de reciclatge on ha de quedar-se treballant. Passen els dies i la mare no torna. María se sent perduda, desconcertada i enutjada. Una nit, María coneix a Tadeo, un nen noble i somiador que està decidit a ajudar-la a retrobar-se amb la seva mare

## Repartiment
Els actors que participen en aquesta pel·lícula són:
- Ara Alejandra Medal com a María
- Carlos Gutiérrez com a Tadeo
- Virginia Raquel Sevilla García com a Lilibeth
- Diana Sedano com a Rosa
- Noé Hernández com a Raúl

## Producció
El càsting va començar el 10 de gener de 2020 en Nicaragua amb plans de començar a filmar en els següents 2 mesos. Però es va retardar 10 mesos a causa de la Pandèmia de COVID-19, obligant a canviar a la noia protagonista per una altra.

## Llançament

### Festivals
La pel·lícula es va estrenar el 10 de setembre de 2022, al 47è Festival Internacional de Cinema de Toronto, i després es va projectar el 18 de setembre de 2022, al 70° Festival Internacional de Cinema de Sant Sebastià, el 8 d’octubre de 2022, al 27è Festival Internacional de Cinema de Busan, el 12 de novembre de 2022, al Festival de Pel·lícules del Sud d’Oslo, el 26 de novembre de 2022, al 40è Festival de Cinema de Torí, el 8 de febrer de 2023, al 38è Festival Internacional de Cinema de Santa Barbara, el 7 de març de 2023, al Festival Internacional de Cinema Kosmorama Trondheim, el 9 de març de 2023, al Festival Internacional de Cinema de Miami, el 10 de març de 2023, al Festival Internacional de Cinema i Fòrum de Drets Humans de Ginebra, el 27 de març de 2023, al Festival Internacional de Cinema de Cleveland, el 15 d’abril de 2023, al Festival Internacional de Cinema de Minneapolis St. Paul i el Festival Internacional de Cinema de San Francisco, el 20 d’abril de 2023, al 39è Festival de Cinema Llatí de Chicago, el 12 de juny de 2023, al 22è Festival Internacional de Cinema de Transsilvània i el 16 d’agost de 2023, al 27è Festival de Cinema de Lima.

### Estrena
Es va estrenar comercialment el 21 d'abril de 2023 a cinemes espanyols i posteriorment es va expandir al mercat suís el 6 de juliol de 2023.

## PPremis i nominacions
| Any  | Premio / Festival                                        | Categoria                                                            | Recipient                   | Resultat  | Àrbitre.             |
| ---- | -------------------------------------------------------- | -------------------------------------------------------------------- | --------------------------- | --------- | -------------------- |
| 2022 | Festival Internacional de Cinema de Sant Sebastià        | Premi Nous Directors                                                 | La hija de todas las rabias | Nominat   | [ 29 ] [ 30 ] [ 31 ] |
| 2022 | Festival Internacional de Cinema de Sant Sebastià        | Millor Projecte del VIII Fòrum de Coproducció Europa-Amèrica Llatina | La hija de todas las rabias | Guanyador | [ 29 ] [ 30 ] [ 31 ] |
| 2022 | Festival Internacional de Cinema de Sant Sebastià        | Premi EFADs-CAACI                                                    | La hija de todas las rabias | Guanyador | [ 29 ] [ 30 ] [ 31 ] |
| 2022 | Festival Internacional de Cinema de Sant Sebastià        | Premi Internacional Artekino                                         | La hija de todas las rabias | Guanyador | [ 29 ] [ 30 ] [ 31 ] |
| 2022 | Festival de Cinema Llatinoamericà de Biarritz            | Premi Biarrots                                                       | La hija de todas las rabias | Guanyador | [ 32 ] [ 33 ]        |
| 2022 | Festival de Cinema Llatinoamericà de Biarritz            | Premio del Sindicat Francè de Crítics de Cinema                      | La hija de todas las rabias | Guanyador | [ 32 ] [ 33 ]        |
| 2022 | Festival de Pel·lícules del Sud d'Oslo                   | Premi Noves Veus - Millor Llargmetratge                              | La hija de todas las rabias | Nominat   | [ 34 ]               |
| 2022 | Festival Internacional de Cinema de Morelia              | Quórum Morelia – Ópera Prima 2022                                    | La hija de todas las rabias | Guanyador | [ 35 ]               |
| 2022 | Festival de Cinema de Torí                               | Millor pel·lícula                                                    | La hija de todas las rabias | Nominat   | [ 36 ]               |
| 2023 | Festival Internacional de Cinema de Miami                | Premi a la primera pel·lícula                                        | La hija de todas las rabias | Nominat   | [ 37 ]               |
| 2023 | Festival Internacional de Cinema de Cleveland            | Concurs Nova Direcció                                                | La hija de todas las rabias | Nominat   | [ 38 ]               |
| 2023 | Festival Internacional de Cinema de Minneapolis St. Paul | Premi al cineasta emergent                                           | La hija de todas las rabias | Nominat   | [ 39 ]               |
| 2023 | Festival Internacional de Cinema de Minneapolis St. Paul | Premi Cineasta Emergent – Premi Especial del Jurat                   | La hija de todas las rabias | Guanyador | [ 39 ]               |
| 2023 | X edició dels Premis Platino                             | Millor opera prima de ficció                                         | La hija de todas las rabias | Nominat   | [ 40 ] [ 41 ]        |
| 2023 | Festival Internacional de Cinema de San Francisco        | Premi del Jurat Cinema Llatí                                         | La hija de todas las rabias | Guanyador | [ 42 ]               |
| 2023 | 27è Festival de Cinema de Lima                           | Millor imatge                                                        | La hija de todas las rabias | Nominat   | [ 43 ] [ 44 ]        |